# Grotea carara
Grotea carara är en stekelart som beskrevs av Ian D. Gauld 2000. Grotea carara ingår i släktet Grotea och familjen brokparasitsteklar. Inga underarter finns listade i Catalogue of Life.